# Liste d'écrivains québécois par année de naissance
Ceci est une liste d'auteurs québécois par ordre chronologique d'année de naissance.

## XVIIIesiècle
- Fleury Mesplet (1734-1794)
- Pierre du Calvet (1735-1786)
- Valentin Jautard (1736-1787)
- Pierre de Sales Laterrière (1743-1815)
- Joseph Quesnel (1746-1809)
- Joseph-Octave Plessis (1763-1825)
- Ross Cuthbert (1776-1861)
- Michel Bibaud (1782-1857)
- Philippe Aubert de Gaspé, père (1786-1871)

## XIXesiècle

### 1801-1810
- François-Marie-Thomas Chevalier de Lorimier (1805-1839)
- Patrice Lacombe (1807-1863)
- François-Xavier Garneau (1809-1866)

### 1811-1820
- Napoléon Aubin (1812-1890)
- François-Réal Angers (1812-1860)
- Philippe Aubert de Gaspé, fils (1814-1841)
- George-Étienne Cartier (1814-1873)
- Pierre Georges Boucher de Boucherville (1814-1894)
- Joseph-Guillaume Barthe (1816-1893)
- Louis-Antoine Dessaulles (1819-1895)
- Pierre-Joseph-Olivier Chauveau (1820-1890)
- Joseph-Charles Taché (1820-1894)

### 1821-1830
- Antoine Gérin-Lajoie (1824-1882)
- Octave Crémazie (1827-1879)

### 1831-1840
- Henri-Raymond Casgrain (1831-1904)
- Alfred Garneau (1836-1904)
- Pamphile Le May (1837-1918)
- Adolphe-Basile Routhier (1839-1920)
- Louis-Honoré Fréchette (1839-1908)
- Arthur Buies (1840-1901)

### 1841-1850
- Benjamin Sulte (1841-1923)
- Narcisse-Henri-Édouard Faucher de Saint-Maurice (1844-1897)
- Louis Riel (1844-1885)
- Joseph Marmette (1844-1895)
- Laure Conan (1845-1924)
- Honoré Beaugrand (1848-1906)
- William Chapman (1850-1917)
- Nérée Beauchemin (1850-1931)

### 1851-1860
- Jules-Paul Tardivel (1851-1905)
- Eudore Évanturel (1852-1919)
- Fadette (Henriette Dessaulles) (1860-1946)

### 1861-1870
- Ernest Choquette (1862-1941)
- Edmond de Nevers (1862-1906)
- Robertine Barry, alias Françoise (1863-1910)
- Louis Dantin (1865-1945)
- Camille Roy (1870-1943)

### 1871-1880
- Albert Laberge (1871-1960)
- Charles Gill (1871-1918)
- Éva Circé-Côté (1871-1949)
- Paul de Martigny (1872-1951)
- Arsène Bessette (1873-1921)
- Olivar Asselin (1874-1937)
- Jean Charbonneau (1875-1960)
- Arthur de Bussières (1877-1913)
- Lionel Groulx (1878-1967)
- Albert Lozeau (1878-1924)
- Rodolphe Girard (1879-1956)
- Émile Nelligan (1879-1941)
- Marie-Claire Daveluy (1880-1968)

### 1881-1890
- Alphonse Beauregard (1881-1924)
- Marcel Dugas (1883-1947)
- Jules Fournier (1884-1918)
- Blanche Lamontagne-Beauregard (1889-1958)
- Paul Morin (1889-1963)
- Robert de Roquebrune (1889-1976)

### 1891-1900
- Jean-Charles Harvey (1891-1967)
- Germaine Guèvremont (1893-1968)
- Émile Coderre (1893-1970)
- Claude-Henri Grignon (1894-1976)
- Philippe Panneton (1895-1960)
- Jean-Aubert Loranger (1896-1942)
- Léo-Paul Desrosiers (1896-1967)
- Félix-Antoine Savard (1896-1982)
- Victor Barbeau (1896-1994)
- Albert Pelletier (1896-1971)
- Alain Grandbois (1900-1975)
- Jovette Bernier (1900-1981)

## XXesiècle

### 1901-1910
- Simone Routier (1901-1987)
- Alfred DesRochers (1901-1978)
- Françoise Gaudet-Smet (1902-1986)
- Robert Choquette (1905-1991)
- Paul-Émile Borduas (1905-1960)
- Émile Legault (1906-1983)
- Hugh MacLennan (1907-1990)
- Pauline Cadieux (1907-1996)
- Gabrielle Roy (1909-1983)
- Gratien Gélinas (1909-1999)
- Rina Lasnier (1910-1997)

### 1911-1920
- Robert Charbonneau (1911-1967)
- Hector de Sait-Denys Garneau (1912-1943)
- Clément Marchand (1912-2013)
- Françoise Loranger (1913-1995)
- Marcel Gamache (1913-1995)
- Claire Martin (1914-2014)
- Félix Leclerc (1914-1988)
- Yves Thériault (1915-1983)
- Anne Hébert (1916-2000)
- André Giroux (1916-1977)
- Roger Duhamel (1916-1985)
- Roger Lemelin (1919-1992)
- Laurence Beaulieu-Beaudoin (1919-1996)
- Gérard Bessette (1920-2005)
- André Cailloux (1920-2002)
- Pierre Vadeboncœur (1920-2010)
- Gilles Hénault (1920-1996)
- Pierre de Grandpré (1920-)

### 1921-1930
- Jacques Ferron (1921-1985)
- Louis-Martin Tard (1921-1998)
- Louis-Edmond Hamelin (1923-)
- Jean Vaillancourt (1923-1961)
- Janette Bertrand (1925-)
- Claude Gauvreau (1925-1971)
- Fernand Ouellet (1926-)
- Jean-Paul Desbiens (1927-2006)
- Wilfrid Lemoine (1927-2003)
- Fernand Dumont (1927-1997)
- Gaston Miron (1928-1996)
- Jacques Folch-Ribas (1928-)
- Raymond Lévesque (1928-)
- Gilles Vigneault (1928-)
- Paul-Marie Lapointe (1929-)
- Roger Fournier (1929-2012)
- Hubert Aquin (1929-1977)
- Janou Saint-Denis (1930-2000)
- Alice Parizeau (1930-1990)
- Claude Jasmin (1930-)
- Fernand Ouellette (1930-)
- Marcel Dubé (1930-2016)
- Louky Bersianik (Lucille Durand) (1930-2011)

### 1931-1940
- Mordecai Richler (1931-2001)
- Georges Dor (1931-2001)
- Guy Fournier (1931-)
- Lise Payette (1931-)
- Michel Cailloux (1931-)
- Jacques Languirand (1931-)
- Gilles Archambault (1933-)
- Jacques Godbout (1933-)
- Clémence DesRochers (1933-)
- Jacques Brault (1933-)
- Léandre Bergeron (1933-)
- Patrick Straram (1934-1988)
- Pierre Bourgault (1934-2003)
- Leonard Cohen (1934-2016)
- Alain Stanké (1934-)
- Denise Boucher (1935-)
- André-Gilles Bourassa (1936-2011)
- Suzanne Paradis (1936-)
- Roch Carrier (1937-)
- Michèle Lalonde (1937-)
- Jacques Poulin (1937-)
- Paule Noyart (1937-)
- Pierre Vallières (1938-1998)
- Jean Royer (1938-)
- Gérald Godin (1938-1994)
- Michel Garneau (1939-2021)
- Marie-Claire Blais (1939-2021)
- Gérald Tougas (1933-)
- Rodrigue Tremblay (1939-)
- Émile Ollivier (1940-2002)
- Michel Vastel (1940-2008)
- Gilles Cyr (1940-)

### 1941-1950
- François Barcelo (1941-)
- Yves Beauchemin (1941-)
- Denise Bombardier (1941-)
- Réjean Ducharme (1941-2017)
- Hans-Jürgen Greif (1941-)
- Jean Marcel (1941-)
- Claude Roussin (1941-)
- Claude-Emmanuelle Yance (1941-)
- André Brochu (1942-)
- Chantal Gevrey (1942-)
- Claude Péloquin (1942-2018)
- Michel Tremblay (1942-)
- Nicole Brossard (1943-)
- Gil Courtemanche (1943-)
- Suzanne Jacob (1943-)
- Jean Simoneau (1943-)
- Lise Blouin (1944-)
- Raymond Cloutier (1944-)
- Pierre Caron (1944-)
- Jean-Claude Rodet (1944-)
- Michel David (1944-2010)
- Abla Farhoud (1945-)
- Denys Chabot (1945-)
- Esther Croft (1945-)
- Denise Desautels (1945-)
- Nicole Houde (1945-)
- Jacqueline Lessard (1945-)
- Normand Lester (1945-)
- Bertrand Gauthier (1945-)
- Victor-Lévy Beaulieu (1945-)
- Marco Micone (1945-)
- Yvon Rivard (1945-)
- Victor Teboul (1945-)
- Janick Belleau (1946-)
- Claire Bergeron (1946-)
- Jean-Yves Collette (1946-)
- Pierre Nepveu (1946-)
- Trevor Ferguson (1947-)
- Robert Lalonde (1947-)
- Jean-Jacques Pelletier (1947-)
- Lise Vekeman (1947-)
- Élisabeth Vonarburg (1947-)
- Évelyne Bernard (1948-)
- Bertrand Bergeron (1948-)
- Hugues Corriveau (1948-)
- Reine-Aimée Côté (1948-)
- Louise Cotnoir (1948-)
- Arlette Cousture (1948-)
- Nadine Decobert (1948-2008)
- Monique LaRue (1948-)
- Guy Lavigne (1948-)
- Esther Rochon (1948-)
- Francine Ruel (1948-)
- Christiane Duchesne (1949-)
- Louise Dupré (1949-)
- Arlette Fortin (1949-2009)
- Sylvain Meunier (1949-)
- Hélène Rioux (1949-)
- Louise Tondreau-Levert (1949-)
- Alain Bergeron (1950-)
- Roger Des Roches (1950-)
- Gilles Jobidon (1950-)
- Marie Laberge (1950-)
- Pierre Ouellet (1950-)
- Louise Portal (1950-)
- Louise Simard (1950-)
- Robert Soulières (1950-)

### 1951-1960
- Gilles Tibo (1951-)
- Gervais Pomerleau (1952-)
- Monique Proulx (1952-)
- Michel Leclerc (1952-)
- Danielle Simard (1952-)
- Marc Vaillancourt (1952-)
- Dany Laferrière (1953-)
- Édith Bourget (1954-)
- Marie Cholette (1954-)
- Denis Côté (1954-)
- Sylvie Desrosiers (1954-)
- Christiane Frenette (1954-)
- Gary Gaignon (1954-)
- Jean Lemieux (1954-)
- Gilles Pellerin (1954-)
- Aki Shimazaki (1954-)
- Sylvaine Tremblay (1954 - 2000)
- Michèle Marineau (1955-)
- Anne Robillard (1955-)
- Marie Uguay (1955-1981)
- Neil Bissoondath (1955-)
- Daniel Sernine (1955-)
- Désirée Szucsany (1955-2019)
- Andrée-Anne Gratton (1956-)
- Rober Racine (1956-)
- Louise Warren (1956-)
- Nora Atalla (1957-)
- Alain M. Bergeron (1957-)
- Joël Champetier (1957-2015)
- Jean Marc Dalpé (1957-)
- Martine Desjardins (1957-)
- Louis Émond (1957-)[N 1]
- Georges Lafontaine (1957-)
- Robert Lepage (1957-)
- Andrée A. Michaud (1957-)
- Lise Tremblay (1957-)
- Élise Turcotte (1957-)
- Pierre Yergeau (1957-)
- Chrystine Brouillet (1958-)
- Fabienne Larouche (1958-)
- Pierre Leroux (1958-)
- Guy Marchamps (1958-)
- Louise Penny (1958-)
- Gaétan Soucy (1958-2013)
- Sylvie Payette (1958-)
- Lucille Bisson (1959-)
- Corinne De Vailly (1959-)
- Louis Hamelin (1959-)
- Francine Pelletier (1959-)
- Jean-Vincent Fournier (1960-)
- Michel Jean (1960-)
- Sonia Sarfati (1960-)

### 1961-1970
- Jacques Côté (1961-)
- Anique Poitras (1961-2016)
- Catherine Mavrikakis (1961-)
- Michel Rabagliati (1961-)
- Ying Chen (1961-)
- Suzanne Myre (1961-)
- Alain Beaulieu (1962-)
- Serge Lamothe (1963-)
- Carole Lavoie (1963-)
- Yann Martel (1963-)
- Guy Bergeron (1964-)
- Patrick Nicol (1964-)
- Yannick Dentinger (1964-)
- Natasha Beaulieu (1964-)
- Stanley Péan (1966-)
- Sylvie-Catherine De Vailly (1966-)
- Benoît Bouthillette (1967-)
- Mylène Gilbert-Dumas (1967-)
- Bertrand Laverdure (1967-)
- Patrick Senécal (1967-)
- Corinne Chevarier (1967-)
- Isabelle Larouche (1968-)
- Wajdi Mouawad (1968-)
- Bryan Perro (1968-)
- Stéphane E. Roy (1968-)
- Agnès Ruiz (1968-)
- Stéphane Despatie (1968-)
- Kim Thúy (1968-)
- Tony Tremblay (1968-)
- Danielle Boulianne (1969-)
- Louis Émond (1969-)[N 1]
- Marie-Sissi Labrèche (1969-)
- Sonia K. Laflamme (1969-)
- Éric Plamondon (1969-)
- Stéphane Dompierre (1970-)
- Éric Dupont (1970-)
- Annie Groovie (1970-)
- Guillaume Vigneault (1970-)

### 1971-1980
- Yann Fortier (1971-)
- Philippe Girard (1971-)
- Marie Potvin (1971-)
- Pierre Labrie (1972-)
- Roland Michel Tremblay (1972-)
- Martine Latulippe (1972-)
- Roxanne Bouchard (1972-)
- Dominique Fortier (1972-)
- Sylvain Hotte (1972-)
- Annie Perreault (1974-)
- Nelly Arcan (1975-2009)
- Éric Gauthier (1975-)
- Ugo Monticone (1975-)
- Valérie Langlois (1976-)
- Romaine Cauque (1976-)
- Jean-Simon DesRochers (1976-)
- India Desjardins (1976-)
- Nadia Fezzani (1976-)
- Fred Pellerin (1976-)
- Vic Verdier (1976-)
- Maryse Dubuc (1977-)
- Evelyne Gauthier (1977-)
- Jérôme Lafond (1977-)
- Robert J Mailhot (1977-2010)
- Sophie Rondeau (1977-)
- Nadine Descheneaux (1977-)
- Marilou Addison (1979-)
- Étienne Lalonde (1979-)
- Mathieu Fortin (1979-)
- Daniel Grenier (1980-)
- David Leblanc (1980-)
- Marc-André Pilon (1980-)
- Jonathan Reynolds (1980-)

## Date inconnue
- Judith Bérard (1970, auteure-compositrice-interprète et actrice)
- Edythe Morahan de Lauzon